# HMS Anne (1678)
La HMS Anne era un vascello di terza classe armato con 70 cannoni, costruita a Chatham Dockyard da Phineas Pett II nel 1678 secondo il programma di costruzione del 1677. Fu la sesta nave a portare il nome HMS Anne da quando fu utilizzata per una brulotto costruito a Southampton nel 1416. Intitolata alla duchessa di York Anna Hyde, prima moglie del re Giacomo II d'Inghilterra dopo la perdita del precedente vascello HMS Anne.

## Storia
L'HMS Anna nel 1687 fu assegnata al comando del capitano Cloudesley Shovell poiché la nave ammiraglia del duca di Grafton faceva parte della flotta che scortava la regina del Portogallo Maria Sofia del Palatinato-Neuburg a Plymouth. Con lo scoppio della guerra di successione inglese, 1690 fu affidata al comando del capitano John Tyrrell. Partecipò alla Battaglia di Beachy Head (1690).
Disalberata in battaglia, l'HMS Anne si arenò nei pressi di Winchelsea dove fu bruciata il 5 luglio 1690 per evitare la cattura da parte dei francesi. Fu l'unica nave inglese persa durante la battaglia.
I resti, sulla linea dell'acqua bassa della spiaggia vicino a Pett Level, nell'East Sussex, sono stati designati ai sensi del British Protection of Wrecks Act il 20 giugno 1974. Il relitto è di proprietà del Nautical Museums Trust (Shipwreck Museum Hastings) e protetto da Historic England.